# Pièce de 1 dollar américain Draped Bust
Vous lisez un « bon article » labellisé en 2020.
La pièce de 1 dollar américain Draped Bust est une pièce de monnaie en dollars américains frappée de 1795 à 1803, et reproduite, datée de 1804, dans les années 1850. Le dessin succède au dollar Flowing Hair, dont la frappe débute en 1794 et qui est le premier dollar en argent frappé par la Monnaie des États-Unis. Le créateur est inconnu, bien que la distinction soit généralement attribuée à l'artiste Gilbert Stuart. Le modèle est également inconnu, bien qu'Ann Willing Bingham soit suggérée.
En raison principalement d'une diminution de la quantité d'argent déposée à la Monnaie de Philadelphie, la frappe de dollars en argent diminue tout au long des dernières années du XVIIIe siècle. En 1804, la frappe de dollars en argent est arrêtée ; la dernière date utilisée lors de la production régulière de la monnaie est 1803. En 1834, la production de dollars en argent est temporairement relancée pour fournir à une mission diplomatique en Asie un jeu spécial de pièces de monnaie belle épreuve. Un nombre limité de dollars de 1804 est frappé par la Monnaie au cours des années suivantes, et ils restent rares et précieux.

## Contexte

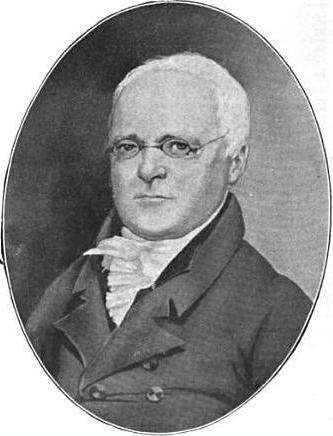
Henry William de Saussure est directeur de la Monnaie lorsque la production du Draped Bust dollar commence.

La frappe de pièces de monnaie commence avec le premier dollar américain en argent, connu sous le nom de dollar « Flowing Hair », en 1794, à la suite de la construction et de la dotation en personnel de la Monnaie de Philadelphie. La loi de 1792 sur les pièces de monnaie prévoit que les pièces d'argent doivent être frappées dans un alliage composé de 89,2 % d'argent et de 10,8 % de cuivre. Cependant, les responsables de la Monnaie hésitent à frapper des pièces d'une finesse inhabituelle, et il est donc décidé de les frapper dans un alliage non autorisé de 90 % d'argent à la place. Les déposants d'argent perdent ainsi de l'argent lors de la frappe de leur métal. Au cours de la deuxième année de production du dollar Flowing Hair, il est décidé de revoir la conception de la dénomination. On ignore ce qui motive ce changement ou qui le suggère, bien que l'historien numismatique R.W. Julian spécule que Henry William de Saussure, qui est nommé directeur de la Monnaie le 9 juillet 1795, l'a peut-être suggéré, car il a déclaré qu'une refonte de la monnaie américaine est l'un de ses objectifs avant d'entrer en fonction. Il est également possible que le dessin du Flowing Hair ait été abandonné en raison de la forte désapprobation du public.

## Conception
Bien que le concepteur de la pièce soit inconnu, l'artiste Gilbert Stuart est largement reconnu comme étant son créateur. Le directeur de la Monnaie, James Ross Snowden, commence à faire des recherches sur les débuts de l'histoire de la Monnaie des États-Unis et de sa frappe dans les années 1850, période pendant laquelle il interviewe des descendants de Stuart qui affirment que leur ancêtre est le concepteur. Il est suggéré que la mondaine de Philadelphie Ann Willing Bingham sert de modèle pour la pièce. Plusieurs esquisses sont approuvées par le graveur de la Monnaie Robert Scot et le directeur H. W. de Saussure et envoyées au président George Washington et au secrétaire d'État Thomas Jefferson pour obtenir leur approbation.
Une fois l'approbation reçue, les dessins sont envoyés à l'artiste John Eckstein pour être reproduits en modèles de plâtre qui servent de guide pour la découpe des matrices, qui est faite à la main. Eckstein, que Walter Breen qualifie de « bidouilleur artistique local » et qu'un artiste contemporain qualifie de « bête de somme » parce qu'il est prêt à effectuer la plupart des tâches de peinture ou de sculpture à la demande des clients, reçoit trente dollars pour son travail de préparation des modèles de l'avers de la Liberté et du revers de l'aigle et de la couronne. Après la création des modèles en plâtre, les graveurs de la Monnaie de Philadelphie (dont Scot) commencent à créer des moyeux qui vont servir à fabriquer des matrices pour les nouvelles pièces.
Sur l'avers, on peut voir, au centre, une représentation de la liberté, la tête d'une femme aux cheveux longs et son buste drapé (donnant le nom à la pièce). Dans la partie supérieure est écrit le mot LIBERTY et l'année de frappe figure dans la partie inférieure. Sept étoiles sont gravées du côté gauche et six du côté droit, référence aux treize premiers états de l'Union.
Le revers comprend, au centre, un aigle héraldique surmonté de treize étoiles et les mots UNITED STATES OF AMERICA sont gravés sur tout le contour de la pièce.

## Production
Le début de la production du nouveau modèle n'est pas exactement connu, car on ne tient pas de registres précis sur les dessins ou modèles à cette époque. R.W. Julian, cependant, situe le début de la production à la fin septembre ou au début octobre 1795, tandis que Taxay affirme que les premiers nouveaux dollars en argent sont frappés en octobre. En septembre 1795, de Saussure envoie sa lettre de démission au président Washington. Il y mentionne le projet de pièce d'un dollar en argent non autorisé et suggère que le Congrès soit invité à le rendre officiel, mais cela ne se fait pas. En réponse à la lettre de de Saussure, Washington exprime son mécontentement face à la démission, déclarant qu'il a toujours considéré le mandat de de Saussure comme entièrement satisfaisant. La démission de de Saussure ne prenant effet qu'en octobre, le président a le temps de choisir un remplaçant.

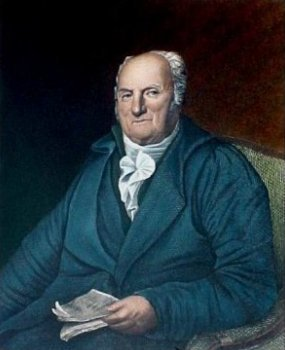
Elias Boudinot prend ses fonctions de directeur de la Monnaie le 28 10 1795.

La personne choisie pour occuper ce poste est l'homme d'État et ancien membre du Congrès Elias Boudinot. Lors de sa prise de fonction à la Monnaie le 28 octobre 1795, Boudinot est informé du standard de dollar en argent qui a été utilisé depuis la frappe des premières pièces d'argent officielles. Il ordonne immédiatement de mettre fin à cette pratique et de commencer à frapper des pièces avec la finesse de 89,2 %, approuvée par la loi de 1792 sur les pièces de monnaie. La production totale de pièces d'un dollar (y compris les types Flowing Hair et Draped Bust) en 1795 s'élève à 203 033 unités. On estime qu'environ 42 000 pièces sont frappées avec le dessin Draped Bust. Boudinot ordonne rapidement que la production de pièces de petites dénomination soit augmentée. Plus tard, l'essayeur Albian Cox meurt subitement d'un accident vasculaire cérébral à son domicile le 27 novembre 1795, laissant vacant le poste vital. Cette situation, associée à l'intérêt accru de Boudinot pour les pièces de petite valeur, ainsi qu'à une accalmie dans la production privée de lingots (la seule source de la jeune Monnaie), entraîne une baisse de la création de dollars en argent en 1796. L'émission totale en 1796 s'élève à 79 920 pièces, soit une réduction d'environ 62 % par rapport à l'année précédente.
Les dépôts de lingots continuent à diminuer et, en 1797, la fabrication de pièces en argent atteint son point le plus bas depuis 1794, avec seulement 7 776 pièces. Pendant cette période, les dépôts d'argent ont tellement diminué que Thomas Jefferson dépose personnellement 300 dollars espagnols en juin 1797. En avril 1797, un accord est conclu entre la Monnaie et la Banque des États-Unis. La Banque accepte de fournir à la Monnaie de l'argent étranger à la condition qu'elle reçoive leurs dépôts en dollars d'argent. La Monnaie est fermée entre août et novembre 1797 en raison de l'épidémie annuelle de fièvre jaune à Philadelphie ; celle de cette année-là coûte la vie au trésorier de la Monnaie, Nicholas Way. En novembre 1797, la banque dépose pour environ 30 000 dollars, d'argent français. 
Au début de 1798, le revers de la pièce change, passant du petit aigle perché à un aigle héraldique semblable à celui représenté sur le Grand Sceau des États-Unis. L'accord conclu avec la Banque des États-Unis et d'autres dépositaires de lingots (dont Boudinot) entraîne une augmentation du nombre de dollars en argent frappés ; le nombre de pièces frappées, pour le petit aigle et l'aigle héraldique, s'élève à 327 536. Le nombre de pièces d'un dollar émises reste élevé jusqu'en 1799, avec 423 515 pièces cette année-là.
Vers la fin du XVIIIe siècle, une grande partie des dollars en argent produits par l'Hôtel des Monnaies est expédiée et mise en circulation ou fondue en Chine afin de satisfaire la grande demande de lingots d'argent dans ce pays. En 1800, les dépôts d'argent recommencent à diminuer et la production totale de dollars d'argent pour cette année-là est de 220 920. En 1801, à la suite des plaintes du public et des membres du Congrès concernant le manque de petite monnaie en circulation, Boudinot commence à demander que les déposants d'argent reçoivent des petites dénominations plutôt que les dollars d'argent habituellement demandés, dans un effort pour fournir à la nation plus de petite monnaie. La production tombe à 54 454 dollars en argent en 1801 et à 41 650 en 1802, après que Boudinot réussit à convaincre de nombreux déposants d'accepter leur argent sous forme de petites pièces. Bien que les dépôts de lingots d'argent à la Monnaie augmentent, Boudinot tente de mettre fin à la production de dollars d'argent en 1803, en privilégiant plutôt les demi-dollars. La frappe du dollar de 1803 se poursuit jusqu'en mars 1804, date à laquelle la production cesse complètement. Au total, 85 634 dollars datant de 1803 sont frappés. À la suite d'une demande officielle de la Banque des États-Unis, le secrétaire d'État James Madison suspend officiellement la production de dollars en argent et d'eagles en or en 1806, bien que la frappe de ces deux types de pièces ait pris fin deux ans plus tôt.

## Dollar de 1804

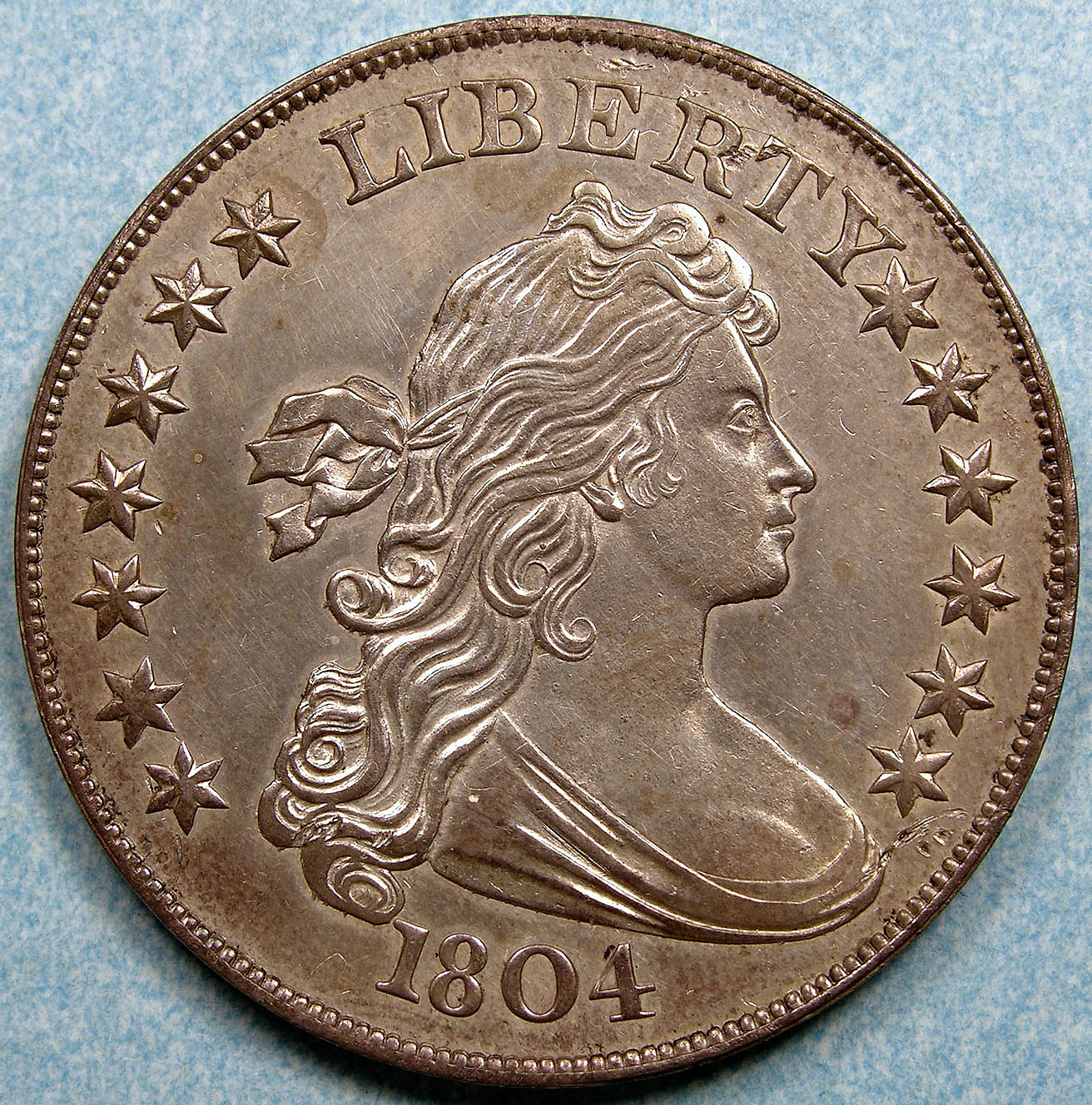
Pièce de 1 dollar de 1804 Class I

En 1831, le directeur de la Monnaie, Samuel Moore, dépose une requête auprès du Trésor pour demander au président Andrew Jackson d'autoriser à nouveau la frappe de pièces d'un dollar en argent ; elle est approuvée le 18 avril. En 1834, Edmund Roberts est choisi comme représentant commercial américain en Asie, y compris dans les royaumes de Mascate et de Siam. Roberts recommande que les dignitaires reçoivent une série de pièces de monnaie belle épreuve. Le Département d'État commande deux séries de « spécimens de chaque type [de pièces] actuellement en usage, qu'ils soient en or, en argent ou en cuivre ». Bien que la frappe de pièces d'un dollar soit approuvée en 1831, aucune pièce n'est frappée depuis 1804. Après avoir consulté le chef monnayeur Adam Eckfeldt (qui travaille à la Monnaie depuis son ouverture en 1792), Moore détermine que les derniers dollars en argent frappés datent de 1804. Ce qu'aucun des deux ne sait, est que la dernière production de mars 1804 est en fait datée de 1803. Comme ils croient qu'elle est datée de 1804, il est décidé de frapper les pièces de présentation avec cette date également. On ne sait pas pourquoi la date du moment n'est pas utilisée, mais R.W. Julian suggère que cela évite le mécontentement des collectionneurs de pièces de monnaie du fait qu'ils ne pourraient pas obtenir les pièces nouvellement datées.
Les deux premiers dollars de 1804 (ainsi que les autres pièces pour les séries) sont frappés en novembre 1834. Bientôt, le voyage de Roberts s'étend à l'Indochine (alors connue sous le nom d'Annam) et au Japon, si bien que deux séries supplémentaires sont frappées, en vue de futurs cadeaux aux dignitaires de ces pays. Les pièces frappées sous les auspices de la Monnaie sont connues sous le nom de « dollars de 1804 Class I », et huit de ce type existent aujourd'hui. Roberts est parti pour son voyage en avril 1835, et il offre une série au sultan de Mascate et une autre au roi de Siam. Le cadeau au Sultan de Mascate fait partie d'un échange de cadeaux diplomatiques qui aboutit à ce que le Sultan offre au Zoo de Washington un lion et une lionne adultes. Roberts tombe malade à Bangkok et est emmené à Macao, où il meurt en juin 1835. Après la mort de Roberts, les deux ensembles restants sont retournés à la Monnaie sans être présentés aux dignitaires.
La plupart des collectionneurs de pièces ont appris l'existence du dollar de 1804 en 1842, lorsque Jacob R. Eckfeldt (fils d'Adam Eckfeldt) et William E. Du Bois publient un livre intitulé « A Manual of Gold and Silver Coins of All Nations, Struck Within the Past Century » (Un manuel des pièces d'or et d'argent de toutes les nations, frappées au cours du siècle dernier). Dans ce volume, plusieurs pièces de monnaie provenant de la collection de la Monnaie, dont un dollar de 1804, sont reproduites en traçant un stylet pantographe sur une galvanotypie des pièces. En mai 1843, le numismate Matthew A. Stickney peut obtenir un dollar de 1804 du cabinet des monnaies en l'échangeant contre une rare pièce d'or américaine pré-fédérale. En raison d'une augmentation de la demande de pièces rares, les responsables de la Monnaie, dont le directeur James Ross Snowden, commencent à frapper un nombre croissant de pièces de rechange dans les années 1850. Plusieurs pièces de 1804 dollars sont frappées, et certaines sont vendues à des fins personnelles par des fonctionnaires de la Monnaie. Lorsqu'il découvre cela, Snowden en rachète plusieurs. Une de ces pièces, que Snowden ajoute plus tard à la collection de la Monnaie, est frappée sur un thaler de tir de 1857 et devient connue sous le nom de « dollar de 1804 Class II », la seule pièce de ce type connue à ce jour. Six pièces avec un lettrage sur tranche appliqué après la frappe sont devenues les « dollars de 1804 Class III »,.
À la fin du XIXe siècle, le dollar de 1804 est devenu la pièce la plus célèbre et la plus discutée de toutes les pièces américaines. En 1867, l'un des premiers dollars de 1804 est vendu aux enchères pour 750 dollars,,. Sept ans plus tard, le 27 octobre 1874, un spécimen est vendu pour 700 dollars,,. Au début du XXe siècle, le marchand de pièces de monnaie B. Max Mehl commence à commercialiser le dollar de 1804 sous le nom de « King of American Coins » (roi des pièces américaines). Les pièces continuent à gagner en popularité tout au long du XXe siècle, et le prix atteint un sommet historique en 1999, lorsqu'un exemplaire classé Proof-68 est vendu aux enchères pour 4 140 000 dollars,,.